# بوخاووویتسه
بوخاووویتسه (به لهستانی:  Buchałowice) یک روستا در لهستان است که در گمینا کوروو واقع شده‌است. بوخاووویتسه ۲۸۰ نفر جمعیت دارد و ۲۲۰ متر بالاتر از سطح دریا واقع شده‌است.